# زندگی‌های جدا (فیلم)
زندگی‌های جدا (به انگلیسی: Separate Lives) فیلمی محصول سال ۱۹۹۵ و به کارگردانی دیوید مدن است. در این فیلم بازیگرانی همچون جیم بلوشی، لیندا همیلتون، ورا مایلز، الیزابت ماس، مارک لیندزی چپمن، جاشوآ مالینا و لیسا وندرپامپ ایفای نقش کرده‌اند.